# Almendra (grup musical)
Almendra va ser una banda de rock formada el 1967 al Barri de Buenos Aires de Belgrano per Luis Alberto Spinetta (guitarra i veu), Edelmiro Molinari (guitarra i cors), Emilio del Guercio (baix i cors) i Rodolfo García (bateria). És considerat un dels tres grups fundacionals del rock argentí, juntament amb Manal i Los Gatos. La banda es va formar el 1967 i es va separar el 1970 El 1980 i el 2009 van tenir dos breus reunions.
La revista Rolling Stone va considerar l'àlbum Almendra I com el sisè millor del rock argentí, mentre que el seu segon àlbum Almendra II va ser col·locat en la posició núm 40. La cançó «Muchacha ojos de Papel» va ser considerat la segona millor cançó de tots els temps del rock argentí [té altres nou entre les 100 millors] i la 28a d'Hispanoamèrica.

## Antecedents
Almendra va tenir el seu primer antecedent el 1965, a partir de dues bandes de rock en anglès del barri Bajo Belgrano de Buenos Aires: Los Larkins i Los Sbirros. Los Larkins estava liderada per Rodolfo García, futur bateria d'Almendra, un noi relativament «gran», quatre anys més gran que «el Flaco» Spinetta. García més, tot i veí del mateix barri, anava a un col·legi públic industrial i treballava en un taller mecànic, el que el diferenciava socialment del grup que compondria la resta de la banda. L'altra banda que donaria origen a Almendra va ser Los Sbirros, integrada per alumnes del col·legi al qual assistia Spinetta, i que estava liderada per Edelmiro Molinari, qui es destacava pel domini de la guitarra elèctrica, i que estava integrada també per Emilio del Guercio i el seu germà Àngel. Spinetta va començar a Los Larkins, però en un moment tocava en ambdós grups i els va anar aproximant fins a fusionar.
Spinetta cursava els seus estudis secundaris en el col·legi catòlic San Román, situat al barri. Amb l'Guercio, eren companys de banc, i van establir una estreta amistat, compartint rebel·lies, gustos musicals i artístics, arribant a formar un duo, anomenat Bundlemen, paral·lel a Los Larkins i Els Sbirros. Interpretaven principalment cançons dels Beatles, però també interpretaven temes propis.
Els Larkins van ser modificant la seva integració i canviant el seu nom, primer a Els Màsters i després a Els Mods. Amb aquest nom van gravar el 1966 un acetat amb dos temes en anglès: «Faces and things» i «Free», els autors van ser Guido Meda i Apòcrif, aquest últim el pseudònim triat per Spinetta per signar aquells temes primerencs.
A poc a poc Los Mods i Los Sbirros es van anar fusionant, fins a formar un quintet integrat per Spinetta (veu), Rodolfo García (bateria), Emilio del Guercio (baix), Edelmiro Molinari (guitarra) i Santiago «Chago» Novoa (teclats). Era fins de l'any 1966, l'Guercio i Spinetta tenien 16 anys i les bases d'Almendra ja estaven assegudes.
| «                       | Una de les coses fonamentals que es van parlar en aquesta etapa embrionària va ser que sentíem una ona de coses que parlaven en castellà, sabíem que existien Los Gatos Salvages, Billy Bond... Mitjà que d'aquí va sortir que la nostra música havia de ser en castellà. En aquesta etapa ja tenia composta "Pregària per a un nen adormit" o la zamba que després vaig fer a Kamikaze ("Barro tal vez"). El nostre era que volíem ser tot alhora: Piazzolla, Els Beatles, Los Doble Seis de París. Anàvem a escoltar jazz, ens agradava el folklore d'avantguarda, en aquest moment venia Waldo de los Ríos amb sons electrònics i era descomunal, el veia per televisió i em posava a plorar perquè deia: «Això també és avantguarda». Escoltàvem a Rovira, a Mederos, un munt de música que no era El Club del Clan. De totes aquestes converses i hores perdudes, de totes aquestes cartes amb Rodolfo, part la premissa de crear una música amb una llibertat d'horitzó total. Almendra no va ser una casualitat. | » |
| — Luis Alberto Spinetta | |   |

## Formació
El grup que formaria Ametlla estava llest a principis de 1967, però Rodolfo García va ser convocat al servei militar. aquest fet va demorar un any la sortida de la banda, precisament en aquest any crucial, en què «La Balsa» de Los Gatos, un original rock cantat en espanyol compost per Litto Nebbia i Tanguito, es convertia en un èxit massiu i marcava l'inici d'un nou estil musical que seria conegut a Argentina com «rock argentí».
A la impasse de 1967, Luis Alberto i Emilio van finalitzar el secundari, mentre que els dos van continuar tocant amb el duo Bundlemen i Els Sbirros. Al juny de 1967 García va tenir uns dies de llicència i la banda, encara sense nom estable, va assajar per primera vegada. Pocs dies després, durant el viatge de titulats de la divisió de Spinetta i del Guercio -al que aquests no van ser-, els arriba la notícia després desmentida que havia mort un company del curs, molt amic de Luis. Commogut per la notícia va escriure el que seria un any després, el primer èxit de la banda: «Tema de Pototo».
1967, 1968 i 1969 van ser anys de grans transformacions culturals a Argentina i al món, situant a la joventut com a grup social diferenciat: l'estiu de l'amor que va marcar el naixement del moviment hippie, l'assassinat del Che Guevara a Bolívia, el maig francès, el Cordobazo. En aquest context germinen les tendències que expressaria Ametlla en coincidència amb altres joves argentins embarcats en recerques similars, de prendre les avantguardes del tango i el folklore, per originar un tipus de rock amb clima local, cantat en espanyol. El fet va constituir una ruptura cultural d'enorme proporcions, perquè els patrons estètics d'aquest moment, no acceptaven la possibilitat que el rock tingués en manifestació autònoma en llengua espanyola.
| «                           | Veníem del rock anglès i ens semblava cursi el castellà per fer cançons, Tipus com ell (Spinetta) i com Lito Nebbia ens van obrir el camí. | » |
| — Cèsar "Banana" Pueyrredón | |   |

| «                       | Jo tenia aquestes zambas però no sabia com travessar l'abisme que existia entre el concepte tradicional de cançó argentina i la passió que despertaven en la meva Els Beatles. Yo ya había hecho muchas canciones en castellano, pero me daba miedo cantarlas. Las cantábamos siempre en el núcleo familiar. Temía que las interpretaran como cosas marcianas, que no eran naturales. | » |
| — Luis Alberto Spinetta | |   |

Al març del 68, Els Sbirros amb Spinetta com a convidat, van ser contractats per actuar a Rawson durant el carnaval. Amb aquests diners Spinetta es va comprar la seva primera guitarra elèctrica i Del Guercio el baix. Pocs dies després García va ser donat de baixa i el grup va començar a assajar diàriament a la casa d'Arribeños 2853, dels pares de Spinetta, amb una puntualitat rigorosa que s'estenia entre les 17 i les 20:30. Novoa, el tecladista, simplement va deixar d'anar als assajos i el quintet va quedar finalment com el quartet que passaria a la història: Luis Alberto Spinetta (veu líder i guitarra), Rodolfo García (bateria i veu), Emilio del Guercio (baix i veu) i Edelmiro Molinari (guitarra líder i veu).
La banda es va dir inicialment Los Beatniks, l'Organització i després El Tribunal de la Inquisició, i es van barrejar fins i tot noms com Vicuña i Aquelarre (que després seria el nom de la banda de Del Guercio i García) fins que aquests últims dos van proposar el nom definitiu: Almendra.
| «                       | Va ser una cosa que ens va portar mesos, perquè nosaltres ens havíem posat noms terribles: Vicuña, no sé, cada cosa ... Fins que Rodolfo i Emilio van dir: "Ja hi ha el nom, és Almendra". I va ser com trobar "Eureka". Ningú va dir: "Em sembla que no". En aquest moment ja hi havia la ona que els grups no tinguessin el "Els" endavant. Havia sortit el llibre de Yoko Ono, Pomelo. I Marmalade, i tota una moda de no posar més "Els" abans del nom. | » |
| — Luis Alberto Spinetta | |   |

A mitjans de 1968, en un debat posterior a un recital de Los Gatos al Teatre Payró, Spinetta i Del Guercio van cridar l'atenció de Ricardo Kleiman, conductor del programa radial Modart en la noche, d'enorme influència en la joventut d'aquells anys. Pocs dies després Kleiman va anar a veure un assaig de la banda, on van tocar el tema «Where are you going Mary Sue?», un tema en anglès del mateix Spinetta. Kleiman va quedar complagut i els va oferir gravar un simple en RCA Records amb Rodolfo Alchourrón com a director artístic. El disc va ser editat al novembre i va sortir a la venda l'any següent, amb «Tema de Pototo» com banda A, i «El mundo entre las manos», com a banda B. El primer un tema compost per Spinetta amb Edelmiro Molinari, i el segon una cançó pròpia.
A l'agost, la revista Pinap va realitzar una de les primeres cròniques referides a Almendra: 
| « | Almendra es diu el conjunt que segurament es convertirà en la sensació de la primavera que porteña. El capo del grup, José Luis (sic), segons alguns dels entesos, està destinat a ser una mena de prolífic Lennon argentí. | » |

Aquest mateix any la discogràfica RCA Víctor utilitza diversos temes de Spinetta perquè els gravin altres artistes de la companyia. D'aquesta manera «Tema de Pototo» també ho grava Leonardo Favio sota el títol «Para saber como es la soledad», obtenint un èxit rotund en tota Amèrica Llatina. Los In' també graven «Where are you going Mary Sue?», El tema de Spinetta i Del Guercio que Kleiman va escoltar quan va sentir per primera vegada a Ametlla, sent inclòs en l'àlbum Nuestra juventud, llançat aquest mateix any.
El debut d'Ametlla es va produir a Mar del Plata, el gener de 1969, a la discoteca Matoko s que estava ubicada a l'avinguda Constitució, centre de la vida nocturna del balneari, on va tocar durant tot l'estiu. El diari local 'El Treball' 'va realitzar la següent crònica: 
| « | El conjunt sona realment bé. Els nois es diuen Carlos Emilio, Rodolfo, Teddy i Luis Alberto. Alguns tenen Chivita i tots pèl llarg, molt llarg. Amitjanen vint anys i no els agrada cantar en anglès, encara que agradi com canten en anglès. "Es va acabar l'època de repetir el que fan els altres o de fer traduccions i llest. Hem de cantar a la nostra, al autèntic", diuen. | » |

Al març, després d'acabar la temporada estiuenca, van ser convidats primer a tocar al Festival de Ancón, a Perú, on van fer dues presentacions, i el 24 de març van realitzar la seva primera actuació en públic a Buenos Aires, al Instituto Di Tella, en el marc d'un projecte anomenat Tres espectacles beat, en què també va tocar Manal, una altra de les bandes que estaven fundant el «rock nacional». Dues setmanes després es van presentar al Teatre del Globus de Buenos Aires, estrenant diverses cançons de Spinetta que integrarien el primer LP, com «Fermín», «Figuración» i «Ana no duerme», i algunes del segon, com «Hoy todo el cielo en la ciudad» i «Campos verdes». Almendra va tancar aquell recital amb una versió jazzeada del clàssic tango-vals «Desde el alma». el recital va ser gravat casualment i de manera casolana per Amadeo Álvarez, cantant de Los In i amic de la banda. Va ser editat i llançat com disc el 2004 pel diari Página/12 i constitueix un notable document històric, i en el qual poden escoltar cançons de Spinetta que no existeixen en altres versions com «Chocolate» i «Continuación del hielo en la ciudad».
Spinetta començava a proposar un estil inclassificable de música, sense preconceptes, en què la poesia tingués més un paper determinant. «Spinetta prova que l'acte poètic en el rock és indissociable del so», diu Fernando García a un número de la revista La Mano dedicada íntegrament al músic el 2006.

## Muchacha
El grup va treure dos senzills («Hoy todo hielo la ciudad/Campos Verdes» y «Tema de Pototo/Final") i va realitzar dos videoclips («Campos verdes» y «El mundo entre las manos"), considerats uns dels primers videoclips realitzats a Argentina. El diumenge 6 de juny al Teatre Coliseu, en el cicle de recitals organitzats per la revista Pinap, van estrenar «Muchacha (ojos de papel)». La cançó expressa els sentiments de Spinetta per al seu primer gran amor, Cristina Bustamante. Va esdevenir una de les cançons més importants del cançoner popular llatinoamericà.

## Almendra I: un àlbum històric
A la fi de 1969 la companyia discogràfica va llançar un nou single amb «Tema de Pototo» i «Final». L'últim va ser originalment programat per acabar el seu àlbum debut, però no es va poder concretar a causa de les limitacions de longitud de temps. El Grup volia «Gabinetes espaciales» per a ser la banda A d'aquest simple però RCA desitja promoure en el seu lloc a «Pototo». «Gabinetes ...» finalment es va incloure en el LP de la compilació Mis conjuntos preferidos (RCA Vik 3836).
Durant la segona meitat de 1969 Ametlla es va dedicar a gravar el seu “Almendra”, un àlbum històric considerat en reiterades ocasions com el millor àlbum del rock argentí, y hasta uno de los mejores del mundo. Llançat el 15 de gener de 1970, la tapa és un dibuix del mateix Spinetta que representa una mena de pallasso plorant, amb una fletxa de joguina al cap. La discogràfica va intentar rebutjar la il·lustració perdent-la intencionalment, però Luis Alberto ho va tornar a dibuixar exigint que la portada es realitzarà segons les seves instruccions. El dibujante Rep considera que es una de las diez mejores tapas que vio en su vida.
L'àlbum està integrat per nou temes, tots ells d'un inusual nivell i tots ells destacats del cançoner argentí. Set temes pertanyen a Spinetta: «Muchacha (ojos de papel)», «Figuración», «Ana no duerme», «Fermín», «Plegaria para un niño dormido», «A estos hombres tristes» i «Laura va». Els altres dos temes són «Color humano» de Edelmiro Molinari, un zapada (jam) de 9 minuts que trencava amb les pautes comercials de la discogràfica, i «Que el viento borró tus manos» de Emilio del Guercio.
Sens dubte el tema més destacat de l'àlbum és «Muchacha (ojos de papel)». En el tema «Laura va», es destaca la participació en bandoneó Rodolfo Mederos, un músic de tango de la línia piazzoliana, en un cas d'intercanvi entre el tango i el rock molt inusual en aquella època. L'àlbum reflecteix una varietat d'arrels musicals, des del tango i el folklore, fins a Sargent Pepper de Els Beatles, combinades creativament sense esquemes preconcebuts i amb una complexitat poètica que semblava incompatible amb la difusió massiva, encara que ja el tango s'havia caracteritzat per un sòlid vincle amb la poesia.
La crítica dels mitjans va ser dispar. En aquest moment va començar l'actitud de Spinetta reticent cap als grans mitjans de comunicació.
| «                       | Als tipus els rebentava que jo s'accentués malament, tipus "plegariá" i altres pavadas així i gran part de la resistència que tinc cap a la premsa néixer en aquell moment quan em vaig adonar que diverses revistes massives com Gente o Siete días feien notes i tergiversaban les respostes. | » |
| — Luis Alberto Spinetta | |   |

En complir 40 anys del llançament de l'àlbum Del Guercio reflexionar així sobre el significat d'aquest: 
| «                    | Avui aquells temes són clàssics però, en aquest moment, eren considerats d'avantguarda. Amb el temps em vaig adonar que la majoria d'ells estan enfilats per la tradició cancionística del nostre país. Són cançons argentines. La veritable avantguarda revoluciona el que hereta. Ametlla, va ser hereu de la millor música argentina i va combinar els seus elements sense cap prejudici. | » |
| — Emilio del Guercio | |   |

## Almendra IIi separació
El disc va ser un èxit i va consagrar a la banda. No obstant això les diferències artístiques i personals entre els seus membres eren molt importants, i després de fracassar la preparació d'una òpera rock, el grup es va separar, no sense abans editar aquest mateix any un àlbum doble, conegut com a Almendra II, que conté temes molt coneguts com a «Rutas argentinas», «Los elefantes (reacció a la crueltat de la pel·lícula Mondo Cane), i «Parvas», un tema destacat per Spinetta pel seu perfil psicodèlic. La revista Rolling Stone ho va considerar com el 40è millor àlbum de la història del rock argentí. Al seu torn, el tema «Rutas argentinas», va ser considerat per la web rock.com.ar com la 52è millor cançó del rock argentí.
L'àlbum no té unitat perquè reflecteix les diferents projeccions que havien emprès els membres de la banda en aquest any. Per Spinetta es tractava d'arribar al «paroxisme», de «que la nostra música es desintegrés».
Les raons de la separació d'Almendra són complexes i cada membre del grup varia en l'anàlisi. La veritat és que Almendra no pertanyia al grup de rockers «del centre», amb un estil de vida més dur, relacionat amb les drogues i creuat per interessos i lluites de poder, que la seva inclusió es va realitzar de maneres diverses, influint en la ruptura.
Entre les raons que Spinetta solia esmentar per a la separació es destaquen l'òpera fallida i «el rebenti» al qual el va portar un ambient del qual després buscaria separar-se. Per a Luis Alberto va tenir un paper molt important la incapacitat d'Almendra per assumir amb serietat la seva pròpia evolució musical, que es va manifestar en l'abandó de la disciplina d'assajos que va caracteritzar els inicis de la banda i que els va portar a no poder estrenar una òpera rock ja composta per Spinetta. S'anava a dir Señor de las latas (Senyor de les llaunes) i el seu argument era una representació en clau màgic-simbòlica del mateix moviment rocker argentí que estava sorgint. Els seus personatges eren Litto Nebbia, Moris, Tanguito, Javier Martínez, Roque Narvaja i Miguel Abuelo. Spinetta interpretava el Mag d'Aigua, un ésser extraterrestre que es converteix en captaire que es busca a si mateix. L'òpera q'hauria d'haver estrenat a mitjan 1970, però la banda només va reeixir a completar els assajos del primer dels dos actes. No queden registres gravats de l'òpera, però diversos temes van ser interpretats després per Spinetta, com «Obertura» (Almendra II) «Canción para los días de la vida» (A 18 'del sol), «Ella también» (Kamikaze), «Canción del mago de agua», «Caminata», «Historias de la inteligencia» i «Viejos profetas de lo eterno», aquests últims quatre interpretats en el recital de presentació de Kamikaze.
La ràpida repercussió del grup va conduir a nombroses gires i shows, les tensions i fatigues van desgastar la relació entre els seus membres. A la fi de 1970, la banda es va dissoldre. Una de les seves últimes presentacions va ser al Festival BARock d'aquest any, davant 10.000 persones.

## «Almendra no es divideix, es multiplica»
La frase correspon a Edelmiro Molinari, en una de les respostes a la premsa sorpresa per la separació d'una banda que en poc menys d'un any s'havia convertit en la més reeixida del país. Després de la separació, els membres de Almendra van emprendre diversos projectes. Spinetta va intentar armar un trio amb Edelmiro Molinari anomenat Tòrax que no va deixar enregistraments. Després va viatjar a França i al seu retorn va gravar un disc solista (Spinettalandia y sus amigos), per més tard formar Pescado Rabioso. Edelmiro Molinari va formar Color Humano (nom d'una cançó d'Almendra composta per ell). Emilio del Guercio i Rodolfo García fundar Aquelarre.

## La reunió de 1979-1981
La idea de reunir Almendra mai havia deixat de rondar els membres. De fet, cada vegada que Edelmiro Molinari tornava a l'Argentina (s'estava als Estats Units), els quatre es reunien a menjar un rostit. En aquestes ocasions la reunió d'Almendra sorgia invariablement, però per una raó o una altra acabaven deixant de costat. Rodolfo García: «Hi va haver vegades que ens ajuntàvem a sopar per parlar del tema i l'estona el descartàvem. Dèiem: "no té sentit, ho farem amb culpa i sortirà una cagada»
Almendra tornar a reunir-se el 1979 amb la finalitat de realitzar només dues presentacions. Però la convocatòria els va portar a fer sis recitals a l'Estadio Obras Sanitarias, que va reunir 31.000 persones, una convocatòria inesperada per a una banda que feia una dècada que s'havia separat, i sobretot durant l'última dictadura militar, en la qual la repressió havia arribat a l'extrem del genocidi, on el rock i els joves resultaven automàticament sospitosos.
Documents secrets desclassificats en democràcia, mostren la preocupació i l'espionatge de la dictadura enfront de la convocatòria juvenil d'Almendra i el va intentar evitar que aquests recitals es realitzaren. A un radiograma del Ministeri de l'Interior als governadors del 4 de desembre de 1979 es diu: «(Almendra) executa el gènere musical denominat rock nacional i els seus integrants fan ostentació de la seva addicció a les drogues, circumstància que fins i tot és insinuada en les lletres d'algunes cançons que interpreten, com així també la disbauxa sexual i la rebel·lia davant el nostre sistema de vida tradicional.»
Després d'Obras Sanitarias van tocar a Rosario, Còrdova, Mendoza, i La Plata (on es va produir una forta repressió policial amb gairebé dos cents detinguts), Rosario i Punta del Este (Uruguai), per tancar amb un recital de comiat a l'estadi mundialista de Mar del Plata davant 7.000 persones, però l'èxit massiu els va portar a mantenir la formació. El retorn d'Almendra va obrir les portes a recitals cada vegada més massius de rock durant la dictadura, que esclatarien després de la Guerra de les Malvines, el 1982.
El març de 1980 llancen el Almendra en Obras I, i a fi d'aquest any comencen a gravar un disc d'estudi que sortiria a la venda al desembre sota el nom de El valle interior. El disc va ser presentat en una gira per 32 ciutats, la primera gran gira d'una banda argentina, que va començar a Obras Sanitarias els dies 6 i 7 de desembre i va acabar fevrer 15 de 1981 al festival cordovès de la ciutat de La Falda. Després d'això la banda es va separar, novament afectada per problemes personals, sobretot entre Spinetta i Molinari.

## La reunió de 2009
La següent reunió es va produir el 4 de desembre de 2009, en un recital on Luis Alberto Spinetta va reunir a totes les seves bandes en un espectacle que va durar més de cinc hores denominat Spinetta y Las Bandas Eternas.

## Àlbums d'estudi
- Almendra I, RCA Vik (1969)
- Almendra II, RCA Vik (1970)
- El valle interior, Independent (1980)